# Thaon-les-Vosges
Thaon-les-Vosges är en kommun i departementet Vosges i regionen Grand Est (tidigare regionen Lorraine) i nordöstra Frankrike. Kommunen ligger i kantonen Châtel-sur-Moselle som tillhör arrondissementet Épinal. År 2018 hade Thaon-les-Vosges 7 553 invånare.

## Befolkningsutveckling
Antalet invånare i kommunen Thaon-les-Vosges
| Referens: INSEE |